# Henk Rouwé
Hendrik Wopke (Henk) Rouwé (Grouw, 19 juli 1946) is een Nederlands roeier. Hij nam eenmaal deel aan de Olympische Spelen, maar won bij die gelegenheid geen medailles.
In 1972 maakte hij op 26-jarige leeftijd zijn olympisch debuut op de Spelen van München. Hij nam hierbij als roeier deel aan het onderdeel acht met stuurman. De Nederlandse boot werden tweede in de eliminaties, vierde in de halve finale en moest zodoende genoegen nemen met een plek in de kleine finale (B-finale). In deze finale werden ze derde in 6.23,55 hetgeen goed was voor een negende plaats overall.
In zijn actieve tijd was hij aangesloten bij de Groningse studentenroeivereniging Aegir. Hij studeerde tandheelkunde en werd later orthodontist. Zijn broer Herman Jan Rouwé was eveneens een olympisch roeier en nam in 1964 en 1968 deel aan de Olympische Spelen.

## Palmares

### roeien (acht met stuurman)
- 1972: 3e B-finale OS - 6.23,55

Henk Rouwé · 
Jannes Munneke · 
Frank Mulder · 
Hans Huisinga · 
Jan van der Vliet · 
Herman Eggink · 
Bram Tuinzing · 
Pieter Hendrik Offens · 
Rutger Stuffken (stuurman)